# Nule
Nule è un comune italiano di 1 265 abitanti della città metropolitana di Sassari, nella regione storica del Goceano. È ubicato sull'estrema propaggine dell'altipiano di Buddusò a circa 700 metri sul livello del mare.

## Storia
L'area fu abitata già in epoca prenuragica e nuragica, per la presenza nel territorio di alcune tombe dei giganti e di alcuni nuraghi.
Nel medioevo fece parte del Giudicato di Torres, nella curatoria di Monte Acuto. Alla caduta del giudicato (1259) passò inizialmente sotto la signoria dei Doria, e successivamente sotto il controllo del Giudicato di Arborea. A partire dal 1350 tutta l'area passa sotto il dominio aragonese. Il paese venne inglobato nel secolo XVIII nel ducato di Monte Acuto, feudo dei Tellez-Giron di Alcantara, ai quali fu riscattato nel 1839 con la soppressione del sistema feudale.

### Simboli
Lo stemma e il gonfalone del comune di Nule sono stati concessi con decreto del presidente della Repubblica del 4 dicembre 1984. Lo stemma si blasona:

## Monumenti e luoghi d'interesse

### Architetture religiose
Le chiese presenti nell'abitato di Nule sono sei:
- Chiesa parrocchiale della Natività di Maria
- Chiesa dell'Assunta
- Chiesa di Santa Croce
- Chiesa della Beata Vergine del Rimedio
- Chiesa di San Giovanni
- Chiesa di San Pietro

### Altro
- Monumento ai caduti a cippo: con una statua bronzea, allegoria della Vittoria rappresentata da una donna vestita in costume tradizionale

### Siti archeologici
- 13 nuraghi tra cui: il Nuraghe Voes una struttura architettonica complessa che rappresenta un importante esempio di architettura megalitica nell'isola, il Nuraghe Serra Nurache, il Nuraghe Tulidda, il Nuraghe Arile, il Nuraghe su Nuragheddu, il Nuraghe Chirighina, il Nuraghe Istelai.
- A Santu Lisei, sito nella parte più a nord del territorio di Nule, al confine col Comune di Osidda, vi sono tracce di un villaggio preistorico e vi si trova un Dolmen, reso famoso dal ritrovamento del “Bronzetto di Nule”: il toro androcefalo. La statuetta, un essere con il corpo di animale e la testa d’uomo è attualmente custodito nel Museo Archeologico di Cagliari.
- Tombe dei Giganti: di Isporo 1 e 2

## Società

### Evoluzione demografica
Abitanti censiti

### Tradizioni e folclore

#### Sagra di Sant'Antonio da Padova
La sagra di Sant'Antonio da Padova o festa de Sant'Antoni paduanu si celebra da 158 anni a Nule, e consiste nella tradizione di donare “su casu furriadu chin bussiottu” (triangolino di pane con formaggio) per la festa di Sant’Antonio. Dal 30 maggio fino al 13 giugno, giorno della festa di Sant’Antonio, si tramanda la tradizione dell’antico rito: i tanti volontari, amici e le donne del paese lavorano per alcuni giorni il pane, che viene cotto al forno, infine viene distribuito col formaggio e la carne donati dai pastori. “S’Impinnu (l'impegno o ll voto)” riguarda i primi tredici giorni di giugno dedicati alla preparazione della festa di Sant’Antonio e alla distribuzione del pane e formaggio.

## Economia

### Artigianato
È famoso per i suoi tappeti artigianali in lana sarda, tessuti sul telaio verticale dalle mani delle artigiane del luogo. È sede di un importante museo di esposizione dell'artigianato locale.

## Amministrazione
| Periodo         | Periodo         | Primo cittadino               | Partito                        | Carica  | Note   |
| --------------- | --------------- | ----------------------------- | ------------------------------ | ------- | ------ |
| 23 aprile 1995  | 16 aprile 2000  | Luigi Giuseppe Crabolu        | lista civica                   | Sindaco | [ 9 ]  |
| 16 aprile 2000  | 8 maggio 2005   | Luigi Giuseppe Crabolu Annino | "Unione Democratica"           | Sindaco | [ 10 ] |
| 8 maggio 2005   | 30 maggio 2010  | Angelo Crabolu                | "Unione Democratica"           | Sindaco | [ 11 ] |
| 30 maggio 2010  | 31 maggio 2015  | Guido Sisinnio Leori          | lista civica "Nule si Rinnova" | Sindaco | [ 12 ] |
| 31 maggio 2015  | 26 ottobre 2020 | Antonio Giuseppe Mellino      | lista civica "Paris Pro Nule"  | Sindaco | [ 13 ] |
| 26 ottobre 2020 | in carica       | Antonio Giuseppe Mellino      | lista civica "Paris pro Nule"  | Sindaco | [ 14 ] |